# تيحونة ايمزيلن (آيت اكضيض)
تيحونة ايمزيلن هو دُوَّار يقع بجماعة الزاوية النحلية، إقليم شيشاوة، جهة مراكش آسفي في المملكة المغربية. ينتمي الدوّار لمشيخة آيت اكضيض التي تضم 7 دواوير. يقدر عدد سكانه بـ 1830 نسمة حسب الإحصاء الرسمي للسكان والسكنى لسنة 2004.

## روابط خارجية
- البوابة الوطنية للجماعات الترابية نسخة محفوظة 12 مارس 2018 على موقع واي باك مشين.
- المندوبية السامية للتخطيط